# Sassofono mezzo soprano
Il sassofono mezzosoprano, chiamato anche sassofono contralto in Fa, è la voce di mezzosoprano della famiglia dei sassofoni.
Questo tipo di sassofono presenta un collo inclinato di circa 45 gradi rispetto al fusto e le sue dimensioni e il suono sono simili a quelle del sassofono contralto in Mi♭.
È stato prodotto solo tra il 1928 e il 1929 dalla compagnia C.G. Conn. La loro produzione ha coinciso con il crollo di Wall Street nel 1929 e la Grande Depressione. Le difficili condizioni economiche costrinsero la Conn a ridurre la gamma dei sassofoni per produrre i modelli più popolari.